# Anton Dietz
Der Innsbrucker Polizei-Inspektor Anton Dietz (* 28. Dezember 1888 in Dallwitz; † 1. Januar 1960 in Innsbruck) ist ein österreichischer Gerechter unter den Völkern.
Am 18. Jänner 1945 traf der Befehl ein, alle Insassen des Gefängnisses Innsbruck ins KZ Bergen-Belsen zu transportieren. Mit der Hilfe der Polizeiinspektoren Karl Dickbauer und Anton Dietz wurde die Flucht von fünf polnischen Jüdinnen aus dem Gefängnis geplant. Zwei Frauen gelang diese Flucht. 
Polizeiinspektor Anton Dietz hatte den versteckten Mädchen gefälschte Papiere besorgt. Dietz hatte angegeben, dass die beiden christlichen Polinnen ihre Papiere auf ihrem Weg von Polen nach Österreich verloren hätten. Dadurch erhielten sie Arbeitskarten als christlich-polnische Fremdarbeiterinnen. Mit Unterstützung des Polizeiinspektor Dietz konnten die Mädchen ins Salzburger Dorf St. Martin gebracht werden. Als polnische Fremdarbeiterinnen überlebten sie den Krieg.
Zwei weitere Mädchen aus dem Innsbrucker Gefängnis erhielten von Anton Dietz neue Papiere und konnten im Dorf St. Martin als polnische Fremdarbeiterinnen arbeiten.

## Weiterführende Links
- Österreichische Gerechte
- Anton Dietz auf der Seite von Yad Vashem (englisch)

| Personendaten    | Personendaten                                                     |
| ---------------- | ----------------------------------------------------------------- |
| NAME             | Dietz, Anton                                                      |
| KURZBESCHREIBUNG | österreichischer Polizeiinspektor und Gerechter unter den Völkern |
| GEBURTSDATUM     | 28. Dezember 1888                                                 |
| GEBURTSORT       | Dallwitz                                                          |
| STERBEDATUM      | 1. Januar 1960                                                    |
| STERBEORT        | Innsbruck                                                         |